# Baby Lasagna
Marko Purišić, művésznevén Baby Lasagna (Umag, 1995. július 5. – ), horvát énekes, dalszerző és zenei producer. Ő képviselte Horvátországot a 2024-es Eurovíziós Dalfesztiválon, Malmőben, a Rim Tim Tagi Dim című dalával.

## Pályafutása
2011 és 2016 között, valamint 2018 és 2022 között Purišić a Manntra horvát rockegyüttes gitárosa volt. A zenekar tagjaként részt vett a 2019-es Dorán, és a negyedik helyen végeztek az In the Shadows című dalukkal.
2022-ben Purišić jelentős szerepet játszott a Mono Inc. zenekar tizenkettedik stúdióalbumának, a Ravenblacknek a megírásában. Az album Németországban az első helyezést érte el, ezzel ez lett az együttes eddigi legmagasabb helyezést elérő albuma. A Purišić által szerzett dalok közül sokat kislemezként is kiadtak, köztük a Princess of the Night-ot, az Empire-t, a Heartbeat of the Dead-et, a Lieb michet és az At the End of the Rainbow-t.
2023-ban szólókarrierbe kezdett, és ott hagyta az együttest. 2023. október 21-én Purišić Baby Lasagna álnéven kiadta debütáló kislemezét, az IG Boit a Molly Studios segítségével. Két hónappal később, 2023 decemberében megjelent második kislemeze, a Don't Hate Yourself, But Don't Love Yourself too Much.
2023. december 15-én a Hrvatska radiotelevizija bejelentette, hogy az énekes tartalékos résztvevője lesz a 2024-es Dora horvát eurovíziós nemzeti válogatónak, majd az egyik előadó visszalépése miatt végül 2024. január 3-án bekerült a válogató elődöntős mezőnyébe. Rim Tim Tagi Dim című versenydalát a február 23-i második elődöntőben adta elő először, ahonnan az továbbjutott a döntőbe. A két nappal később rendezett döntőben a nemzetközi és a területi zsűri, valamint a nézők szavazatai által megnyerte a válogatóműsort és ő képviselhette hazáját az Eurovíziós Dalfesztiválon. A verseny május 7-én rendezett első elődöntőjéből első helyezettként jutott tovább a döntőbe, ahol a második helyen végzett.

## Diszkográfia

### Albumok
- Demons and Mosquitoes (2024)

### Kislemezek
- IG Boi (2023)
- Don't Hate Yourself, But Don't Love Yourself too Much (2023)
- Rim Tim Tagi Dim (2024)
- And I (2024)
- Biggie Boom Boom (2024)
- Catch Me If You Can (2024)
- Stress (2025)
- Bam Bam Bira (2025, Kuku$-szal közösen)
- #eurodab (2025, Käärijä-val közösen)